# Косяков Денис Геннадійович
Денис Геннадійович Косяков (нар.1 травня 1984 р., Зеленоград) — російський актор театру і кіно. Закінчив Щукінське училище. Актор театру Маяковського. Учасник програм «Убойная лига», «Comedy Баттл» і «Забійний вечір» на ТНТ, переможець 1-го сезону програми «Сміх без правил». Є творцем серіалу «Зайцев + 1», що виходить на ТНТ. Учасник гумористичного шоу «Точка Ю» на телеканалі «Ю» і ведучий проекту «Битва за ефір» на каналі «МУЗ». З 3 березня 2014 року — ведучий провокаційного проекту «Готовий на все» на телеканалі «Ю».

## Фільмографія
Актор
- 2005 — Солдати 4 —  лісник, якого прийняли за дезертира
- 2005 — Бальзаківський вік, або Всі чоловіки сво … 2 —  офіціант
- 2006 — Зрушення —  міліціонер
- 2006 — 2009 — Клуб —  журналіст
- 2007 — Щасливі разом (2 сезон) —  журналіст-папарацці
- 2007 — Про тебе
- 2008 — Закон і порядок. Злочинний умисел 2 —  Ілля, програміст
- 2008 — Акме —  Димка
- 2008 — ГИБДД і т. Д. —  Журналіст
- 2008 — Мовчазний свідок —  Микита Тушин
- 2008 — Любов на районі —  Ваня
- 2009 — Одна сім'я
- 2009 — Особистий охоронець 2 —  Петруха
- 2009 — Ісаєв
- 2011 — 2014 — Зайцев + 1 —  Ігор
- 2011 — Москва. Три вокзала —  дембель
- 2011 — Любов на районі 2 —  Ваня
- 2011 — Медова любов —  Віктор холоднечу
- 2012 — Поки ніч не розлучить —  відвідувач ресторану
- 2015 — Жінки проти чоловіків

Сценарист
- 2011 — 2014 — Зайцев + 1

Телебачення
- 2014 — Готовий на все — ведучий
- 2014 — Битва екстрасенсів — ведучий випробувань (15 сезон)

## Вистави в Театрі Маяковського
- Мертві душі
- «Пригоди Червоної Шапочки»
- «Ревізор»
- «Чума на обидва ваші дома!»
- «Хитка рівновага»

Зіграв Сендзу Кірін у виставі «Любов Тодзюро»
.
Переможець першого сезону проекту Сміх без правил, учасник шоу Забійній ліги, Забійній ночі і Забійний вечір.
Довгий час був капітаном команди КВК (Зеленоград) «УО». Денис дебютував як резидент Comedy club в 2007 році зі слайдами «Випадок в літаку[недоступне посилання з липня 2019]» і
«Два майстри Кунг-фу[недоступне посилання з липня 2019]», в дуеті з Іллею Соболєвим з дуету" Красиві".
Також знімався в рекламі шоколадного батончика Twix, МТС і McDonalds.

## Особисте життя
Дружина — Олена Косякова.
5 листопада 2012 у пари народився син Денис.